# Villar del Olmo
Villar del Olmo è un comune spagnolo di 1 587 abitanti situato nella comunità autonoma di Madrid.